# Mont-Dol
 Mont-Dol  es una población y comuna francesa, situada en la región de Bretaña, departamento de Ille y Vilaine, en el distrito de Saint-Malo y cantón de Dol-de-Bretagne.

## Demografía
| 1111 | 1105 | 1060 | 1046 | 1111 | 1095 |
| Para los censos de 1962 a 1999 la población legal corresponde a la población sin duplicidades (Fuente: INSEE [Consultar]) |      |      |      |      |      |